# Federico (1873)
El Federico fue un barco de vapor construido en los astilleros de Thomas Royden & Sons, ubicados en Liverpool (Reino Unido), en 1871. Originalmente, fue construido para la empresa naviera británica White Star Line, con el nombre de SS Tropic, siendo el primer barco de la compañía con este nombre. Al servicio para la White Star, el Tropic y su barco gemelo, el SS Asiatic, operaron en la ruta entre Liverpool y Calcuta. A partir de 1872, empezaron a operar en algunos puertos suramericanos. 
En 1873, debido al naufragio del RMS Atlantic, la White Star se vio obligada a vender el Tropic, siendo adquirido por la empresa de J. Serra y Font, que lo rebautizó como Federico. En 1908, fue comprado por Salinas, Schafer y Cía. que lo operó hasta 1914, cuando fue vendido a la naviera Hijos de Ramón Alonso Ramos de Bilbao, que lo utilizó en la ruta entre Barcelona y varios puertos italianos.